# ناحية صبورة
ناحية صبورة إحدى نواحي سوريا تتبع إداريّاً لمحافظة حماة منطقة السلمية ومركزها بلدة صبورة، بلغ تعداد سكان الناحية 21,900 نسمة حسب التعداد السكاني لعام 2004.

## بلدات وقرى ناحية صبورة
أبو خنادق، عقارب، فويرة، الجديدة، جب زريق، جصين، خنيفس الدوسة، المبعوجة، قنافذ، قبيبات، صبورة، صلبا، سميرية، شهبا، الشهيب، تل عبد العزيز، تل أغر، أم خريزة، تل الشيح (الشويحة).